# Nossa
Nossa  (лат.) — палеарктический род бабочек из семейства Эпикопеи. Род был впервые выделен в 1892 году английским энтомологом Уильямом Кёрби (William Forsell Kirby; 1844—1912).

## Виды
- Nossa alpherakii
- Nossa chinensis
- Nossa leechii
- Nossa moorei
- Nossa nagaensis
- Nossa nelcinna
- Nossa palaearctica